# Матола (громада)
Мато́ла (англ. Matola) — вища традиційна громада у складі дистрикту Балака Південного регіону Малаві.
Населення — 20292 особи (2018).